# Miguel Palmer
Miguel Palmer (Villahermosa, Tabasco, México, 1 de noviembre de 1942 - Ciudad de México, 18 de octubre de 2021) fue un actor mexicano.

## Biografía
Bautizado como Miguel Ángel Palomera Gonzali, nació en Villahermosa, Tabasco. Hijo de Ángel Palmera y Viola Gonzali. Fue el menor de tres hermanos. Estudió la primaria en una escuela de monjas, la secundaria y el bachillerato en el Instituto Juárez. 
Como actor aficionado, a los diecisiete años de edad trabajó en una radionovela, La bestia, en la estación XEVT de Tabasco. En el 1959 trabajó en una obra de teatro, El mañana es nuestro. Se mudó a México D.F. siguiendo la idea de sus padres de que estudiara medicina. Al fallecer su padre, abandonó la medicina y decidió dedicarse a la actuación. Trabajó como extra en el cine.
Más tarde incursionó en la radio, interpretando pequeños personajes en radionovelas para Radio Cadena Nacional.
Debutó profesionalmente en el teatro en la obra Tres auténticos angelitos con Mauricio Garcés. Su gran oportunidad se presentó al obtener un personaje importante en la obra Cyrano de Bergerac con Ignacio López Tarso y Patricia Morán, esta última se convirtió en su madrina y cambió su apellido a Palmer.
Más adelante trabajó en el cine y la televisión, donde se hizo popularmente conocido por el público en general, al actuar en telenovelas como Viviana y Los ricos también lloran.
Murió en la capital mexicana el 18 de octubre de 2021 tras sufrir dos infartos cardíacos, días antes de cumplir 79 años.

## Vida personal
Se casó por primera vez a los diecisiete años con una doctora, tuvieron un niño que nació muerto, el matrimonio terminó en divorcio. 
Posteriormente estuvo unido sentimentalmente a la actriz, cantante y empresaria Mayte Carol con quien tuvo una hija, Valeria, que más tarde llegó a ser actriz. La relación terminó después de ocho años.
Tiempo después contrajo matrimonio con Lynn Caso, con quien tuvo un bebé que murió al mes de nacido.
Después mantuvo una relación con la actriz y bailarina de nacionalidad argentina Carmen Monge, con quien vivió veinticinco años y con quien tuvo un hijo, Miguel Ángel, que decidió dedicarse al deporte.
Finalmente mantuvo una relación con la actriz Edith Kleiman.

## Filmografía
- 2018 - Sr. Ávila - Serie - Moishe.
- 2014 - Señora Acero - Telenovela - José Aguilar.
- 2011 - Dos hogares - Telenovela - Hernan Colmenares.
- 2001 - Amigas y rivales - Telenovela - Alberto Valtierra
- 1998 - Fuera de la ley.
- 1994 - Marimar - Telenovela - Gustavo Aldama.
- 1991 - Milagro y magia - Telenovela - Roberto.
- 1988 - Nosotros los Gómez - Serie - Actuación Especial - 1 cap.
- 1987 - Senda de gloria - Telenovela - Tomás Garrido Canabal.
- 1986 - Herencia maldita - Telenovela - Armando Rojas.
- 1984 - Cosas de casados - Serie - Miguel.
- 1983 - El maleficio - Telenovela - Armando Ramos.
- 1983 - Bodas de odio - Telenovela - Alejandro Almonte.
- 1983 - Leona Vicario - Telenovela - Andrés Quintana Roo.
- 1982 - Al final del arco iris - Telenovela - Pablo.
- 1981 - Toda una vida - Telenovela - Sergio.
- 1980 - Al rojo vivo - Telenovela - Alfredo Álvarez.
- 1980 - La madre - Telenovela - Jojol.
- 1979 - Una mujer marcada - Telenovela - Aldo.
- 1979 - Los ricos también lloran - Telenovela - Diego (#1).
- 1978 - Viviana - Telenovela - Jaime Ordoñes.
- 1978 - La noche del sábado - Telenovela - Florencio.
- 1978 - Pasiones encendidas - Telenovela - Lic. Tinoco
- 1977 - Rina - Telenovela - Lic. Carrillo.
- 1977 - Dos a quererse - Telenovela - Andrés.
- 1976 - Mundos opuestos - Telenovela - Mario de la Mora.
- 1974 - Mundo de juguete - Telenovela - Ignacio.
- 1971 - La inconquistable Viviana Hortiguera - Telenovela peruana de Panamericana Editora (Perú).
- 1971 - Un verano para recordar - Telenovela peruana de Panamericana Televisión (Perú).
- 1968 - Remolino de pasiones.

## Premios y nominaciones

### Premios TVyNovelas
| Año  | Categoría     | Telenovela             | Resultado |
| ---- | ------------- | ---------------------- | --------- |
| 1984 | Mejor actor   | Bodas de odio          | Nominado  |
| 1983 | Mejor villano | Al final del arco iris | Ganador   |